# فهد الحجيلان
فهد الحجيلان فنان تشكيلي سعودي، ولد في بلبيس في مصر عام 1957م. تفرّغ للفن التشكيلي من عام 1999م، وتميّزت أعماله بالبساطة والسهولة في التكوين الأساسي للوحة، وأقام الكثير من المعارض الفنية داخل وخارج السعودية من أبرزها معرض (بكاء الألوان)، ومعرض (سنوات الصفيح).

## النشأة والتعليم
- بعد أن عاش سنوات طفولته الأولى في مصر انتقل إلى الرياض التي عاش فيها مراحل الصبا والشباب والنضج.
- حصل على دبلوم تربية فنية بتقدير ممتاز في التصوير والرسم.
- استقر في مدينة جدة منذ عام 1995م.[6]

## العمل
- مارس العمل في الرسم الصحافي لما يقارب 17عاماً في جريدتي الجزيرة والرياض.
- معلم للتربية الفنية - مدرسة سعد بن ابي وقاص الابتدائية
- هو أحد مؤسسي جماعة الرياض للفنون التشكيلية. وعضو اللجنة الاستشارية التشكيلية.[6]

## معارض
- معرض (بكاء الألوان) في الرياض عام 2005م.[7]
- معرض (جدارية الريح) في صالة اتيليه جدة للفنون الجميلة عام 2009م.[8]
- شارك في معرض (نبط: إحساس بالوجود) في شنغهاي في الصين عام 2010م بمشاركة 23 فناناً وفنانة من السعودية.[9]
- شارك في آرت أبو ظبي (غاليري لام) عام 2010م.
- معرض (عصفور البرد) في صالة أتيليه جدة للفنون الجميلة عام 2011م.
- معرض (نوستالجيا) في جاليري الفن النقي في الرياض عام 2012م.
- معرض (سنوات الصفيح) بجاليري الفن النقي في الرياض عام 2013م.[10]

شارك ومثل المملكة في الكثير من المناسبات والمعارض والبيناليات في العديد من دول العالم منها: مصر والكويت والبحرين وسوريا وسلطنة عمان وتونس والجزائر ولبنان والأردن وأمريكا وفرنسا وإنجلترا وألمانيا وتايبيه وبنجلاديش والهند وأوزباكستان والنمسا وأسبانيا والأرجنتين.

## جوائز
- الجائزة الأولى في المعرض السعودي للفن المعاصر عام 1980م.
- جائزة معرض المقتنيات عام 1982م.[12]
- جائزة مسابقة السفير الثانية عام 2007م.[13]

## وفاته
توفي الحجيلان في تاريخ 30 مارس عام 2018م بسبب إصابته بنوبة قلبية.